# Calle 50 (Manhattan)
La Calle 50 (50th Street en inglés) es una calle de Manhattan de la Ciudad de Nueva York. La calle se extiende en dirección este desde la avenida 12, en todo el ancho de la isla, terminando en Beekman Place y lleva la línea de autobús M50, y se regresa en la calle 49. Las siguientes estaciones de metro sirven a la calle, de oeste a este:
- Calle 50 en la Octava Avenida sirviendo a los trenes A C E.
- Calle 50 en Broadway sirviendo a los trenes 1 2.
- Calles 47 y 50–Rockefeller Center en la Sexta Avenida sirviendo a los trenes B D F M.

## Sitios de interés

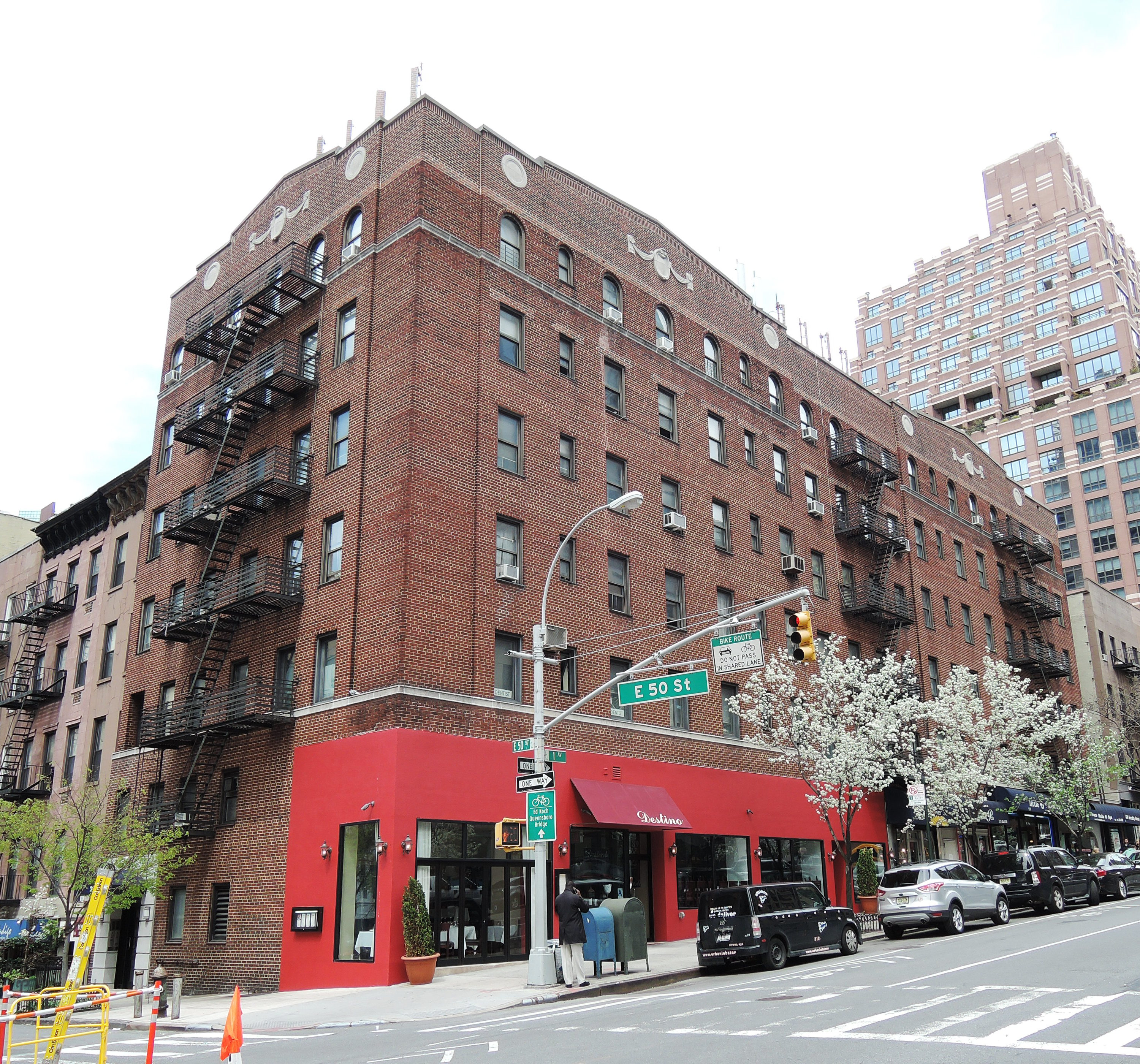
Es un edificio de la calle 50 de la que habla el artículo.

Alguno de los lugares famosos incluye al Waldorf-Astoria Hotel, Villard Houses, Rockefeller Plaza, Radio City Music Hall yWorldwide Plaza.  El edificio del Paramount Plaza en Broadway fue usado en la película Silent Movie como la ubicación de la compañía "Engulf and Devour".
La parte que esta por el Rockefeller Center es bloqueada todas las mañanas para emitir el programa de NBC The Today Show.
El colapso de una grúa en East 51st Street el 15 de marzo de 2008 mató a cuatro trabajadores y demolió parte de un pequeño edificio de apartamentos en la Calle 50, matando a un residente. 17 personas resultaron heridas.